# Richard Bremmer
Richard Bremmer (Warwickshire, 27 de enero de 1953) es un actor británico, más conocido por su papel de lord Voldemort en Harry Potter y la piedra filosofal.

## Carrera
Bremmer primero comenzó su carrera en el cortometraje Couples and Robbers antes de estar en su primer largometraje The Girl with Brains in Her Feet. Es más conocido por su papel de lord Voldemort en Harry Potter y la piedra filosofal (con el material, aparece en la reutilización en Harry Potter y las Reliquias de la Muerte: parte 2), además de hacer el papel de Skeld en The 13th Warrior. También interpretó al abate Traquet en la película de 2004 Vípere au poing.

## Filmografía

### Cine
| Año  | Título                                             | Rol                              | Notas |
| ---- | -------------------------------------------------- | -------------------------------- | ----- |
| 1981 | Couples and Robbers                                | PC                               |       |
| 1997 | The Girl with Brains in Her Feet                   | Vic                              |       |
| 1999 | The 13th Warrior                                   | Skeld                            |       |
| 1999 | Onegin                                             | Diplomático del baile            |       |
| 2001 | Just Visiting                                      | King Henry                       |       |
| 2001 | Harry Potter y la piedra filosofal                 | Lord Voldemort                   |       |
| 2002 | Half Past Dead                                     | Sonny Eckvall                    |       |
| 2003 | Shanghai Knights                                   | Maestro de Armas                 |       |
| 2003 | To Kill a King                                     | Abraham                          |       |
| 2003 | Devorador de pecados                               | Dueño de una librería            |       |
| 2004 | Ripper 2: Letter from Within                       | Dr. Weisser                      |       |
| 2004 | Vípere au Poing                                    | Abate Traquet                    |       |
| 2007 | Control                                            | Padre de Ian                     |       |
| 2011 | Harry Potter y las Reliquias de la Muerte: parte 2 | Lord Voldemort                   | Cameo |
| 2011 | The Power of Three                                 | Donald                           |       |
| 2012 | City Slacker                                       | Matt                             |       |
| 2012 | Los Miserables                                     | Ensemble 'At the End of the Day' |       |

### Televisión
| Año       | Título                                  | Rol                                 | Notas                                                                    |
| --------- | --------------------------------------- | ----------------------------------- | ------------------------------------------------------------------------ |
| 1981      | Juliet Bravo                            | Thomas Briggs                       | Episodio: "Unpicking the Stitches"                                       |
| 1982      | Made in Britain                         | Policía #2                          | (Película de televisión)                                                 |
| 1984      | Miracles Take Longer                    |                                     |                                                                          |
| 1985      | By the Sword Divided                    | Escolta del comandante              | Episodio: "The Mailed Fist"                                              |
| 1985      | Theatre Night                           |                                     | Episodio: "Trelawny of the Wells"                                        |
| 1986      | Zastrozzi: A Romance                    | Operador de gasolina                | (Miniserie de televisión)                                                |
| 1993      | The Scarlet and the Black               | Cochero risueño                     | Episodio: "Episodio#1.2" (Miniserie de televisión)                       |
| 1994-1996 | The Bill                                | Ted el Barman / Ian Wilson          | Episodios: "Final Straw" y "Hedging Your Bets" (Miniserie de televisión) |
| 1997      | Richard II                              | Henry Bolingbroke                   | (Película de televisión)                                                 |
| 1997      | Sharpe's Justice                        | Arnold                              | (Película de televisión)                                                 |
| 1998      | Crime and Punishment                    | Arkady                              | (Película de televisión)                                                 |
| 1998      | Picking up the Pieces                   | Neil                                | Episodio#1.8 (Serie de televisión)                                       |
| 1999      | Peak Practice                           | Nick Bowman                         | Episodio "No Bounds" (Serie de televisión)                               |
| 2003      | Charles II: The Power and the Passion   | Solomon Eccles                      | Episodio #1.3 (Miniserie de televisión)                                  |
| 2004      | Dunkirk                                 | Vicealmirante Sir Bertram Ramsay RN | (Documental de televisión)                                               |
| 2004      | Coronation Street                       | Malcolm Phillips                    | Episodio #1.5829 (Serie de televisión)                                   |
| 2004      | Casualty                                | Willie Malloy                       | Episodio "Past Imperfect" (Serie de televisión)                          |
| 2005      | Dead Man Weds                           | Mad Kenny                           | Episodio #1.1, #1.2, #1.3, #1.5, #1.6 (Serie de televisión)              |
| 2006      | Agatha Christie Marple: Sleeping Murder | Mr Sims                             | (Película de televisión)                                                 |
| 2006      | Mr. Loveday's Little Outing             |                                     | (Película de televisión)                                                 |
| 2008-2009 | Crusoe                                  | Gallerne                            | Episodios "Name of the Game" y "The Traveler" (Serie de televisión)      |
| 2009      | Kingdom                                 | Stan Geddick                        | Episodio #3.4 (Serie de televisión)                                      |
| 2010      | Holby City                              | Norman                              | Episodio "Get Busy Living" (Serie de televisión)                         |
| 2011      | The Borgias                             | Notario                             | Episodio "The Poisoned Chalice" (Serie de televisión)                    |
| 2012      | The Hollow Crown                        | Abad de Westminster                 | Richard II (Miniserie de televisión)                                     |
| 2013      | Murder on the Home Front                | Charlie Maxton                      | (Película de televisión)                                                 |